# Chrysolina herbacea
Chrysolina herbacea (Duftschmid,1825) è un coleottero appartenente alla famiglia Chrysomelidae.

## Descrizione

### Adulto
Si tratta di un insetto di medio-piccole dimensioni, che si aggirano tra i 7 e i 12 mm di lunghezza. Presenta una forma ovale, tipica delle specie del genere, e una colorazione verde brillante molto accesa. Alcuni individui possono presentare colorazioni rosso ramato e blu violetto.

## Biologia
Gli adulti compaiono a metà aprile. Sono frequenti sulle piante di Mentha e si possono osservare durante le ore di luce. Si possono trovare anche lungo i corsi d'acqua e talvolta può sopravvivere a brevi immersioni in acqua.

## Distribuzione
C. herbacea è diffusa in Europa centrale e meridionale.